# Сельдруп, Матиас
Матиас Сельдруп (дат. Mathias Seldrup; 21 октября 1996, Хернинг, Дания) — датский хоккеист, вратарь.

## Карьера
Начинал свои выступления в системе «Хернинга». Затем выступал за другие ведущие команды Дании. В 2024 году Сельдруп защищает ворота клуба «Хернинг Блю Фокс». Голкипер выступал за юниорскую и молодежную сборную страны, а с 2021 года он регулярно вызывается в главную национальную команду. В 2024 году Сельдруп впервые сыграл за датчан чемпионате мира. В рамках турнира в Праге он провел две неполные встречи, в которых пропустил пять шайб.

## Достижения
- Чемпион Дании (1): 2016/17.